# يوغا سوترا

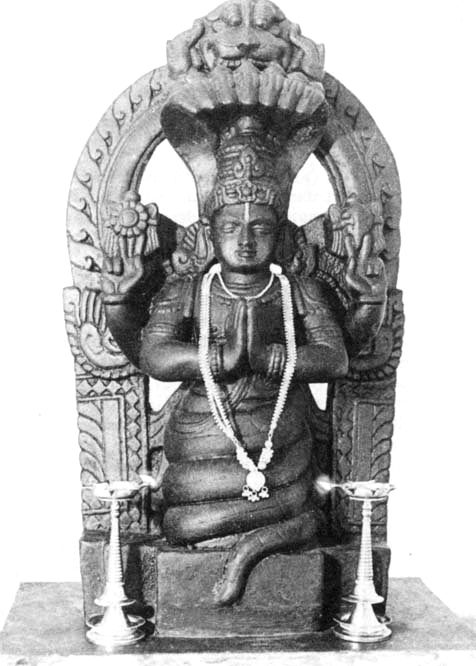
تمثال باتانجالي

يُوغَسُترة أو (نقحرة: يوغاسوترا) (باللغة السنسكريتية योगसूत्र) هي مجموعة من 196 حكمة هندية جمعها باتانجالي، حيث قام بتجميع المعلومات حول اليوغا من التقاليد الهندية القديمة.
كانت اليُوغَسُترة من أكثر النصوص الهندية القديمة ترجمة في العصور الوسطى، إذ ترجمت إلى حوالي أربعين لغة هندية أخرى بالإضافة إلى اللغة الجاوية القديمة وإلى اللغة العربية.

## اقرأ أيضاً
- يوغا
- فلسفة هندوسية